# میرشکار (منصب)
میرشکار از مناصب دربار قاجار است.
در دستگاه فتحعلی‌شاه مناصبی چون میرشکار یا شکارچی‌باشی، میر آب، میر غضب ... وجود داشت. وظیفه میرشکار نظارت بر امور شکار و ریاست بر شکارچیان و قوشچیان شاه بود. در میان شاهان قاجار، ناصرالدین شاه سخت علاقه به شکار داشت و دستگاه بزرگی برای این کار ترتیب داد. او در دوران سلطنت خود چند میرشکار معروف داشت. از جمله رحمت‌الله‌خان افشار آدخلو که از جانب او لقب ساری اصلان گرفت، حسن‌خان مقدم از خوانین چرگر و پسر وی مصطفی‌قلی‌خان مقدم میرشکار.